# توماس بيك
توماس بيك (بالألمانية: Thomas Beck)‏ (و. 1981  م) هو لاعب كرة قدم، من ليختنشتاين، ولد في شان ، ليختنشتاين، يلعب كمهاجم.

## روابط خارجية
- توماس بيك على موقع الاتحاد الأوربي (الإنجليزية)
- توماس بيك على موقع قاعدة بيانات كرة القدم.إي يو (الإنجليزية)
- توماس بيك على موقع بيانات كرة القدم. دي إي (الألمانية)
- توماس بيك على موقع ناشيونال فوتبول تيمز (الإنجليزية)
- توماس بيك على موقع عالم كرة القدم.نت (الإنجليزية)